# علی‌آباد (جم)
علی‌آباد روستایی از توابع بخش مرکزی شهرستان جم استان بوشهر در جنوب ایران.
این روستا در دهستان جم قرار دارد و بر اساس سرشماری سال ۱۳۸۵ جمعیت آن ۹۰۴ نفر (۱۸۹ خانوار) بوده‌است.